# Högbo
Högbo är en ort i Sandvikens distrikt i Sandvikens kommun, tillika kyrkby i Högbo socken. SCB har för bebyggelsen i orten och i söder därom liggande Överby och Västanåsen avgränsat en småort namnsatt till Högbo och Överbyn. 2005 räknades dock inte längre bebyggelsen i byn Västanåsen med i småortsavgränsningen och vid avgränsningen 2020 klassades Västanåsen istället som en egen småort.
Högbo ligger strax norr om Sandviken och här återfinns Högbo kyrka.

## Historia

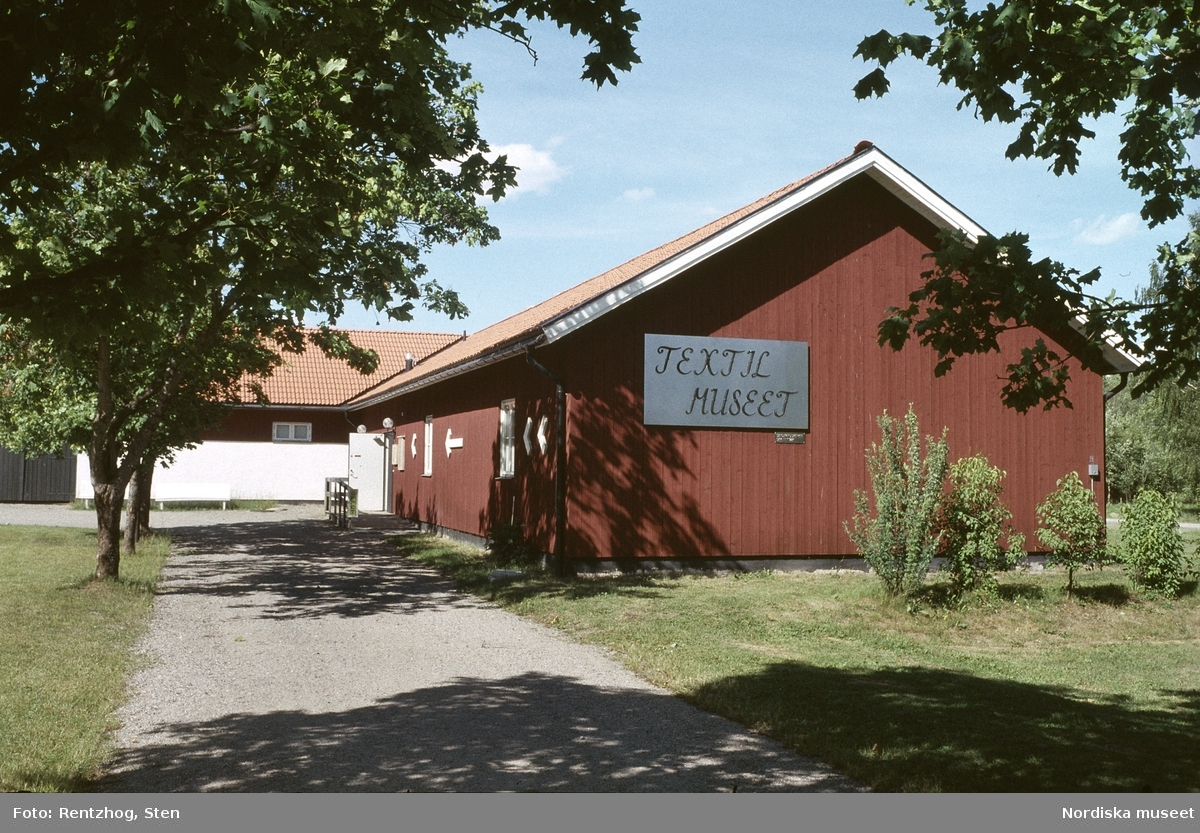
Textilmuseet i Högbo.

Högbo bruk, öster om byn, hamrade det stål som Edske masugn framställde. När Bessemermetoden kunde användas vid Edsken 1858 hamrades detta stål i Högbo, fram till 1862, då ståltillverkningen flyttades till "en sandig vik av Storsjön", där järnvägen just dragits fram och lade grunden till Sandviken och det världskända stålföretaget Sandvik AB.
I Högbo hade Nordiska museet fram till 2004 en filial vid namn Textilmuseet i Högbo, som visade en stor samling av textilier från 1900-talets första hälft. Donatorn Hedvig Ulfsparre hade som mål för sitt samlande, att varje textil teknik och varje hembygdsförening skulle vara representerad. 
Samlingarna flyttades efter 2004 till Länsmuseet Gävleborg.
I juni 2006 övertogs Textilmuseets lokaler av kosmetikföretaget Natural Fragrance of Sweden.

### Befolkningsutveckling
| Befolkningsutvecklingen i Högbo/Högbo och Överbyn 1960–2015 | Befolkningsutvecklingen i Högbo/Högbo och Överbyn 1960–2015 | Befolkningsutvecklingen i Högbo/Högbo och Överbyn 1960–2015 | Befolkningsutvecklingen i Högbo/Högbo och Överbyn 1960–2015 | Befolkningsutvecklingen i Högbo/Högbo och Överbyn 1960–2015 |
| ----------------------------------------------------------- | ----------------------------------------------------------- | ----------------------------------------------------------- | ----------------------------------------------------------- | ----------------------------------------------------------- |
|                                                             |                                                             |                                                             |                                                             |                                                             |
| År                                                          |                                                             |                                                             | Folkmängd                                                   | Areal (ha)                                                  |
| 1960                                                        | 1960                                                        |                                                             | 286                                                         |                                                             |
| 1965                                                        | 1965                                                        |                                                             | 237                                                         |                                                             |
| 1970                                                        | 1970                                                        |                                                             | 222                                                         |                                                             |
| 2005                                                        | 2005                                                        |                                                             | 146                                                         | 84#                                                         |
| 2010                                                        | 2010                                                        |                                                             | 148                                                         | 84#                                                         |
| 2015                                                        | 2015                                                        |                                                             | 132                                                         | 79#                                                         |
| Anm.: Upphörde som tätort 1975. # Som småort.               |                                                             |                                                             |                                                             |                                                             |

## Idrott
I Högbo finns bland annat skid- och friidrottsklubben Högbo GIF och en golfklubb samt rika möjligheter till skidåkning och annat friluftsliv. Gästrikeleden går genom Högbo.

## Personer från orten
Skådespelaren Kåre Sigurdson, politikern Mauritz Västberg och  proletärförfattaren Stig Sjödin föddes i Högbo.

## Kommunikationer
Länsväg 272 (Tidernas väg) går igenom Högbo. X-Trafiks linje 44 förbinder Högbo med Ockelbo i norr och Sandviken i söder.